# خيسوس كالديرون
خيسوس كالديرون (بالإسبانية: Jesús Calderón)‏ هو ملحن إسباني، ولد في 4 سبتمبر 1976.

## وصلات خارجية
- الموقع الرسمي
- خيسوس كالديرون على موقع IMDb (الإنجليزية)
- خيسوس كالديرون على موقع ميوزك برينز (الإنجليزية)
- خيسوس كالديرون على موقع قاعدة بيانات الفيلم (الإنجليزية)